# Грб Арцаха
Грб Арцаха или грб Нагорно-Карабаха био је званични хералдички симбол непризнате државе Арцах, раније познате и као Нагорнокарабашка Република.
Грб је округлог облика и њиме доминира орао раширених крила, са златном круном, који у канџама носи жито и грожђе. На орловим се прсима налази штит с панорамом планинског венца, заставом Арцаха, као и кипом Տատիկ և Պապիկ (Tatik yev Papik - Баба и деда) са споменика Ми смо наше планине, који се налази у главном граду Арцаха, Степанакерту.
Изнад орла се налазе стилизоване сунчеви зраци и натпис „Lernayin Gharabaghi Artsakh Hanrapetoutioun“ (Арцашка Република Нагорно-Карабаха).